# نجاح سفكوني
نجاح سفكوني (5 سبتمبر 1958 -)، ممثل سوري. وهو أحد أعضاء المسرح القومي السوري، وعضو نقابة الفنانين السوريين منذ عام 1975.

## أعماله

### في التلفزيون
- مسلسل الولادة من الخاصرة 3
- عمر بدور سهيل بن عمرو
- مسلسل صدق وعده بدور أبو تيم الغنوى
- ذي قار بدور إياس بني قبيصة
- فرج الله
- الموت القادم إلى الشرق بدور أبو الركاب
- العروس
- سر النوار
- العوسج بدور العريف رجب
- البحر أيوب
- المحقق
- العروس
- رمح النار
- صلاح الدين الأيوبي في دور نجم الدين أيوب
- امرؤ القيس
- زمان الوصل
- ربيع قرطبة في دور غالب الناصري
- ملوك الطوائف في دور باديس
- المحروس
- المارقون
- رسائل الحب والحرب بدور العقيد (أبو ناصر)
- كوم الحجر
- سقف العالم
- الدوامة
- يوميات مدير عام (مسلسل) في دور النائب العام
- حلاوة الروح
- جريمة في الذاكرة
- الإمام 2017
- الهيبة بجزئيه 2017 - 2018
- شهر زمان 2015

مسلسل كوما{بدور ابو زينة}

### في الدوبلاج
- مورتال كومبات - بدور رايدن
- الأميرة الجميلة - بدور روثبارت